# Langelot donne l'assaut
Langelot donne l'assaut est le quarantième et dernier roman de la série Langelot, écrite par le Lieutenant X (pseudonyme de Vladimir Volkoff). Il est paru pour la première fois en 1985, dans la Bibliothèque verte.
Le roman, qui met en scène une unité militaire française déjà rencontrée dans les deux précédents romans, le Bataillon d'INtervention Générale (« BING »), est la suite directe de Langelot et le commando perdu. Langelot résout le mystère soulevé dans le roman précédent : au terme de son enquête, il découvre les raisons pour lesquelles les parachutistes du BING ne sont pas parvenus à sauter sur Oboubou.

## La trilogie duBING
- Langelot aux arrêts de rigueur
- Langelot et le commando perdu
- Langelot donne l'assaut

## Principaux personnages
- Les « gentils »
  - Langelot : orphelin, agent du Service National d'Information Fonctionnelle, blond, 1,68 m, mince, « traits menus mais durs ».
  - Général de Rougeroc : commandant du BING.
  - Colonel Lorrain : commandant le deuxième élément d'assaut du BING.
  - Wartigues : médecin-chef du BING.
  - Jasmine Wartigues : fille du commandant Wartigues, étudiante en troisième année de médecine, totalement concentrée sur ses études.
  - Monsieur Plouvier : directeur du personnel de la brasserie Elchingen.
  - Soldat de deuxième classe Liancier : ancien serveur au foyer du BING, muté au 217e Régiment d'Infanterie de Cahors, puis au Centre de Sécurité Mobile.

- Les « méchants »
  - Patroclas : homme d'affaires criminel, au service du SPHINX, corps trapu et tête cubique.
  - Zaza Morkotny : adjointe de Patroclas.
  - Docteur G. Gromini : médecin dévoyé, directeur d'un laboratoire qui fabrique des produits à la demande.
  - Adic, Aguzet, Croubry : hommes de main de Patroclas.

- Autres personnages
  - Adjudant-chef Paturon : responsable du foyer du BING, vétéran et père d'un jeune Saint-Cyrien.

## Résumé
Le roman est composé de 16 chapitres.
Le général de Rougeroc a été stupéfait de constater que les membres du BING n'ont pas voulu ou pu sauter en parachute lors de la crise d'Oboubou. Il a envoyé un rapport lénifiant au président de la République mais lui révèle la vérité par téléphone. Le président accepte qu'une enquête secrète soit menée. Pour sa part Langelot a développé une théorie intéressante : tous ceux qui devaient sauter en parachute avaient bu de la bière, sauf le colonel Lorrain, Bambara, Hervé et Langelot. 
Langelot est donc envoyé dans l'entreprise, à Lille, qui fabrique la bière supposée frelatée. Après quelques jours d'enquête, il ne trouve rien : il n'existe aucun moyen d'introduire un produit chimique dans des fûts de bière.
Langelot rencontre Liancier, le serveur du foyer où la bière avait été servie. Le jeune homme lui révèle que le chef du mess, l'adjudant-chef Paturon, avait découvert en pleine nuit, peu de temps avant le saut sur Oboubou, le médecin-chef du BING près des réserves. Les soupçons de Langelot se tournent alors vers le médecin-chef Wartigues. Alors que Wartigues a été éloigné durant quelques heures de son domicile par le SNIF, Langelot cambriole sa maison et y découvre de la documentation sur la bière lilloise. Il est fait prisonnier par la fille de Wartigues, Jasmine. Une discussion entre Jasmine et Langelot permet d'apprendre que Wartigues avait eu les mêmes soupçons que Langelot. Lorsque Wartigues revient à son domicile, il confirme à Langelot ce que lui a dit Jasmine.
Langelot et Jasmine, en accord avec le capitaine Montferrand, enquêtent alors sur les entreprises pharmaceutiques susceptibles d'avoir créé le produit chimique. Les quatre premières sociétés semblent sûres. La cinquième est suspecte. Gromini, le chef d'entreprise, reconnaît avoir créé l'« Apathex », une substance qui correspond aux caractéristiques recherchées (agent dépressif accompagné d'un agent retardateur). Lors de l'interrogatoire de Gromini, Langelot et Jasmine sont faits prisonniers. Mis en présence de Patroclas et de Zaza Morkotny, déjà croisés dans les deux précédents romans, ils ne parlent pas. Patroclas, qui n'a pas reconnu Langelot grimé, ordonne que Gromini, Langelot et Jasmine soient exécutées par ses hommes de main (Adic, Auzet et Crouby) et que leurs corps soient deposés dans un terrain près du camp d'entraînement du BING en Dordogne.
Emmenés dans une cave, le chef du peloton d'exécution refuse de les exécuter immédiatement : Adic veut les emmener vivants en Dordogne, et les exécuter une fois arrivés sur place. Les trois prisonniers sont garrotés et placés dans une ambulance. En arrivant près de Périgueux, l’ambulance est arrêtée par une escouade d'une « Compagnie de Sécurité Mobile ». Les trois membres du SPHINX sont arrêtés, et Langelot et Jasmine sont libérés (Gromini restant prisonnier). Le capitaine Montferrand est mis au courant. Selon Langelot, il y a un traître au BING, et sans doute au foyer où la bière a été consommée.
L'enquête se poursuit et les soupçons se tournent vers l'adjudant-chef Paturon, le responsable du mess du BING. La drogue n'avait pas été mise dans la bière, mais dans les verres. Arrêté, Paturon est interrogé par Langelot. L'homme avoue les actes commis en raison de dettes de jeu contractées par son fils, élève-officier à Saint-Cyr. Par recoupement, Langelot comprend que Paturon a été piégé par le SPHINX.
L'enquête se poursuit dans un orphelinat situé en Dordogne, propriété de Patroclas. La propriété est encerclée par le BING. Patroclas riposte en annonçant que les 126 orphelins sont désormais des otages et qu'ils seront exécutés s'il ne peut pas partir par hélicoptère. Paturon connaît les lieux et guide Langelot dans un passage secret qu'il connaît. Tous deux pénètrent dans l'orphelinat (d'où le titre du roman : Langelot donne l’assaut au bâtiment). Puis ils accèdent à la pièce qui constitue le repaire de Patroclas. Paturon assomme Langelot et s'attaque seul à Patroclas. Alors qu'il lance une grenade dans la pièce, Zaza Morkotny l'abat de sang-froid. La grenade explose et Patroclas et Zaza Morkotny sont tués. Langelot maîtrise les agents du SPHINX et libére les enfants otages.

## Autour du roman
- Dans ce roman, « Snif », le général commandant le SNIF a simplement « entendu parler » de Langelot[2] :

— Montferrand, il se passe du vilain au BING. Priorité absolue. Secret absolu. Vous travaillerez la main dans la main avec le général de Rougeroc. Et dans la mesure du possible, vous utiliserez ce petit gars pas manchot dont vous avez eu l'occasion de me parler : Langelot. Pas d'objections ?

— Aucune, Snif. Langelot est un peu jeunet, mais il est doué. Il a déjà été mêlé deux fois aux affaires du BING. Il est normal qu'il continue.

Ceci est une incohérence interne. En effet, Langelot a directement sauvé la vie de Snif lors de sa vingt-troisième mission (voir Langelot kidnappé) ; ceux-ci se sont alors brièvement côtoyés. Depuis, dans les romans suivants, le capitaine Montferrand fait fréquemment allusion à la reconnaissance de Snif à Langelot pour lui avoir sauvé la vie. Snif n'a pas seulement « entendu parler » de Langelot : il le connaît plutôt fort bien.
- Le roman décrit une prise d'enfants en otages. Aucune affaire de ce type n'a fort heureusement marqué la France, avant celle de Neuilly, en 1993, postérieure à la parution du roman, en 1985. En 1976, le GIGN intervient à Djibouti, à Loyada, pour libérer des enfants pris en otages[3].
- La bière « Elchingen » n'existe pas ; le roman suggère que son nom provient de celui de la Bataille d'Elchingen (1805), durant laquelle le maréchal Ney mit en déroute l'armée autrichienne.
- Le soldat Liancier est originaire du village de Mettray, en Indre-et-Loire, célèbre pour avoir abrité, de 1839 à 1939, un centre pénitentiaire pour enfants, la Colonie agricole et pénitentiaire.
- Le 217e Régiment d'Infanterie, où sert Liancier, est un régiment de réserve qui n'a pas d'existence opérationnelle. Il n'a pas été basé à Cahors. Le 7e Régiment d'Infanterie était basé à Cahors entre 1870 et 1914.
- Les Compagnies de Sécurité Mobile (CSM) évoquées dans le roman sont purement fictives. Leur rôle est surprenant, dans la mesure où le SNIF dispose soit de son propre Service « Action », soit de la possibilité de faire appel sur le territoire français aux CRS, déjà présentes dans Langelot et les Espions, ou encore à la DST, totalement absente de ce roman. La DST apparaît pour la dernière fois lors de la trente-quatrième mission de Langelot, Langelot mauvais esprit.
- Le chanteur Julio, déjà croisé dans Langelot chez les Pa-pous et dans Langelot garde du corps, est cité incidemment dans le roman, où l'auteur indique que Julio est connu pour sa chanson Sys-tole Dias-tole[4].

## Parutions
- 1985 - Hachette, Bibliothèque verte (français, version originale).
- 2012 - Éditions du Triomphe (français, réédition, illustrations de Marie-Marthe Collin).